# Nicea (singel)
Nicea – pierwszy singel polskiego zespołu muzycznego PRO8L3M z ich czwartego albumu studyjnego, zatytułowanego PROXL3M. Singel został wydany 6 września 2023.
Nagranie otrzymało w Polsce status poczwórnie platynowego singla, przekraczając liczbę 200 tysięcy sprzedanych kopii.

## Geneza utworu i historia wydania
Piosenka została napisana i skomponowana przez Oskara Tuszyńskiego i Piotra Szulca, którzy również odpowiadają za produkcję utworu.
Singel ukazał się w formacie digital download 6 września 2023 w Polsce za pośrednictwem wytwórni płytowej 2020 w dystrybucji Universal Music Polska. Piosenka została umieszczona na czwartym albumie studyjnym zespołu muzycznego – PROXL3M.

## Teledysk
Do utworu powstał teledysk w reżyserii Piotra Matejkowskiego, który udostępniono 7 września 2023 za pośrednictwem serwisu YouTube.

## Lista utworów
- Digital download[2]

1. „Nicea” – 3:37

## Notowania
| Kraj   | Lista (2023)             | Najwyższa pozycja |
| ------ | ------------------------ | ----------------- |
| Polska | Billboard Poland Songs   | 1                 |
| Polska | OLiS – single w streamie | 1                 |

| Kraj   | Lista (2023)             | Pozycja |
| ------ | ------------------------ | ------- |
| Polska | OLiS – single w streamie | 24      |
| Polska | Lista (2024)             | Pozycja |
| Polska | OLiS – single w streamie | 33      |

## Certyfikaty
| Kraj          | Certyfikat         | Sprzedaż |
| ------------- | ------------------ | -------- |
| Polska (ZPAV) | 4× platynowa płyta | 200 000+ |